# Pilar Lima
María Pilar Lima Gozálvez est une femme politique sourde espagnole, née le 21 novembre 1977 à Valence. Diplômée à l'université de Valence, elle est professeur et spécialiste de langue des signes espagnole.

## Biographie
Pilar Lima est née sourde, même si sa surdité a été aperçue par sa grand-mère lorsqu'elle avait deux ans, et découvre la langue des signes espagnole à l'âge de seize ans.
En 2007, elle fait partie des treize auteurs sourds à raconter leurs expériences dans le livre Sordos ¡y qué! (littéralement, « Sourds, et alors ! » en français) afin de surmonter les difficultés sociales.

## Travaux et prises de position
Deux interprètes de langue des signes assurent toute la traduction au sénat espagnol pour Pilar Lima et les autres sénateurs.

## Ouvrage
- Sordos ¡y qué! (Vida de personas sordas que han alcanzado el éxito), Espagne, LoQueNoExiste, coll. « Alares », 2007, 263 p. (ISBN 978-84-935779-0-2)[3]